# Friedrich Wellermann
Friedrich Wellermann, auch Fritz Wellermann, (* 28. September 1865 in Münster; † 25. Januar 1951 in Bremen) war ein deutscher Architekt.

## Biografie
Wellermann betrieb gemeinsam mit dem Architekten Paul Frölich seit Ende des 19. Jahrhunderts das Architekturbüro Wellermann & Frölich, das durch zahlreiche bemerkenswerte Bauten das Erscheinungsbild Bremens mitgeprägt hat. Ihr Büro befand sich 1898 zuerst im Haus Richtweg 3, von 1899 bis 1901 An der Weide 14, anschließend für zwei Jahre in dem von ihnen erbauten Geschäftshaus Am Wall 163 und seit 1904 bis hinein ins Jahr 1936 in der Kohlhökerstraße 37. Wellermann & Frölich entwarfen markante Bauten, die in ihrer erfolgreichsten Zeit vor dem Ersten Weltkrieg allgemein barocke Stilelemente mit einer durch den englischen Landhausstil beeinflussten modernen Formensprache verbanden. Zu den frühesten Arbeiten der Sozietät zählen 1899 das Wöchnerinnenasyl auf dem Gelände der Krankenanstalt Am Schwarzen Meer und das Landhaus des Kaufmanns Caspar Kulenkampff in St. Magnus; es folgten ab 1907 Schiffsausstattungen für den Norddeutschen Lloyd, das Hotel Atlantic in Hamburg, zahlreiche Wohnhäuser, vor allem im Parkviertel – allein drei davon am Stern –, die Schröder-Bank in der Obernstraße (heute Peek & Cloppenburg) und schließlich ab 1927 verschiedene Erweiterungen des St.-Joseph-Stiftes.
Im Bürgerpark sind Wellermann & Fröhlich mit zahlreichen Bauten vertreten. Die Zusammenarbeit zwischen den Architekten und dem Bürgerparkverein mag sich im Jahre 1903 mit dem Bau des aus dem Vermächtnis des Bremer Bankiers Bernhard Loose gestifteten Wildgeheges so günstig entwickelt haben, dass die Architekten nicht nur den Auftrag für den Ersatz der Niemannbrücke erhielten, sondern auch noch die beiden Inselbrücken am Emmasee westlich des Kaffeehauses mit dem Hoffmann-Pavillon entwerfen konnten. Auch den Melcherspavillon, von Konsul Carl Theodor Melchers 1905 gestiftet, entwarfen Wellermann & Fröhlich für den Bürgerparkverein und ebenso das schöne Aufseherhaus im Stadtwald.

## Bauten und Entwürfe (1898 bis 1936 zusammen mit Paul Frölich)

Marienkirche in Bremen-Walle, 1897–1898

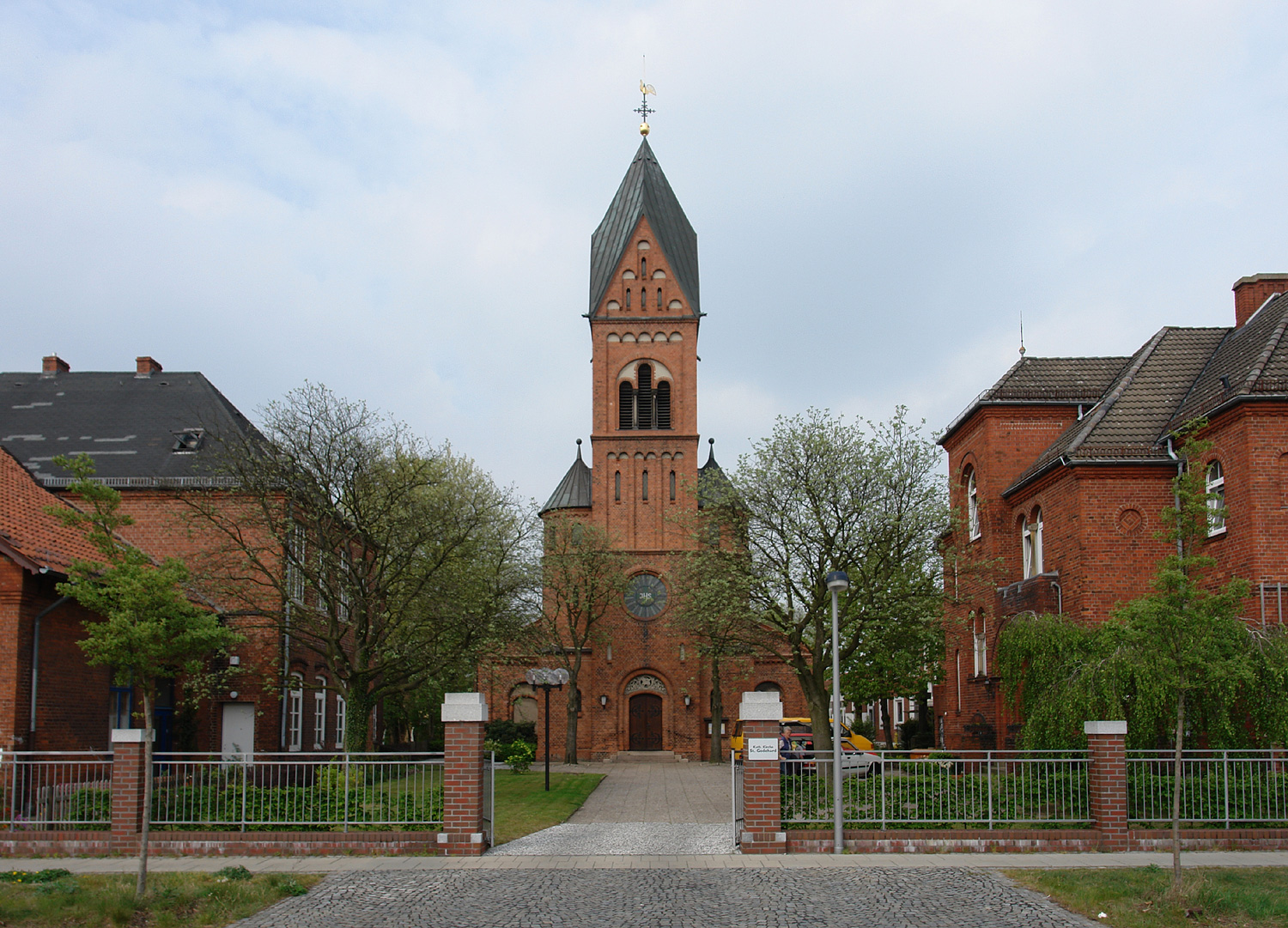
Kirche St. Godehard in Bremen, 1900

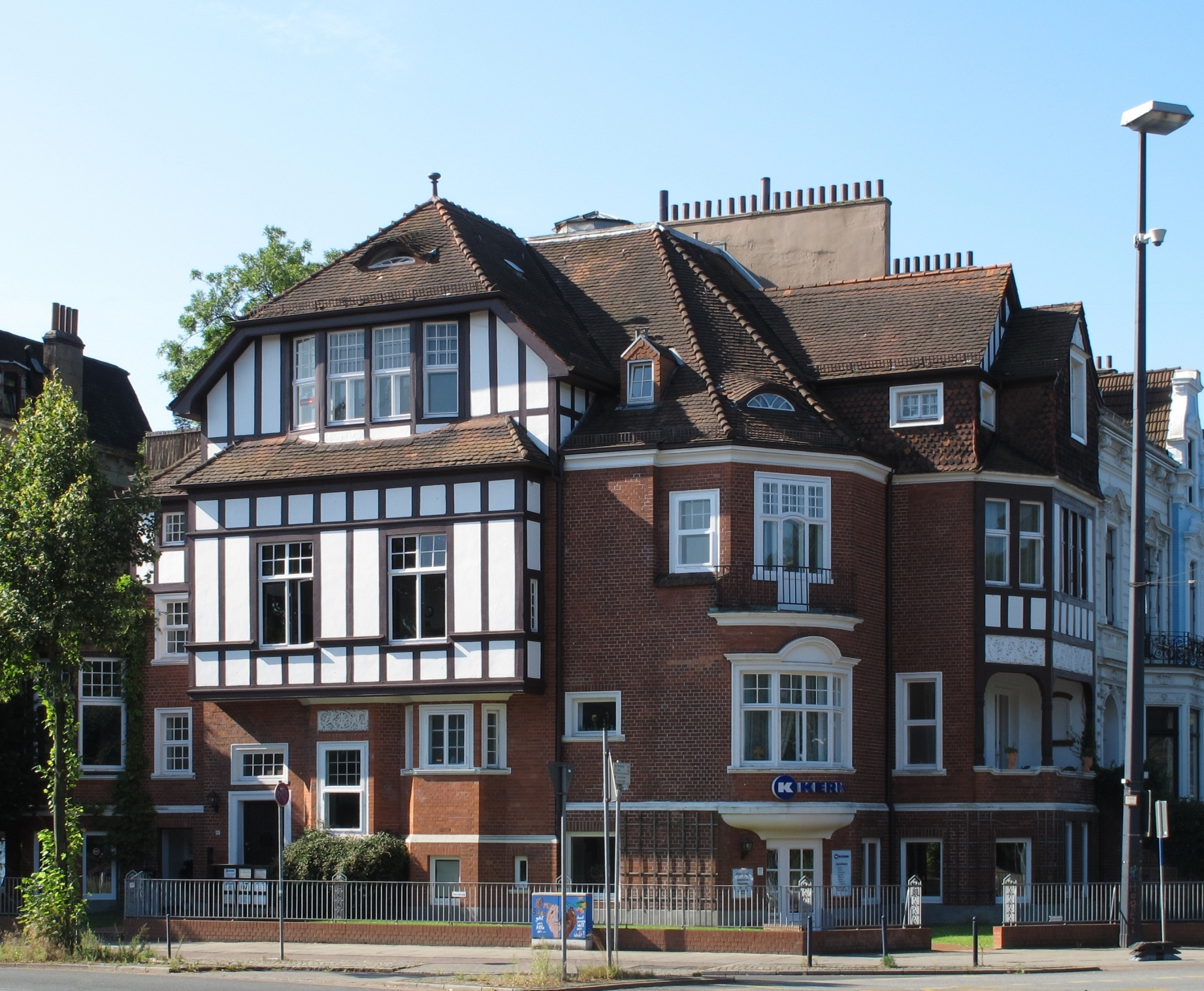
Villa Otto Bremen, Am Stern, 1900

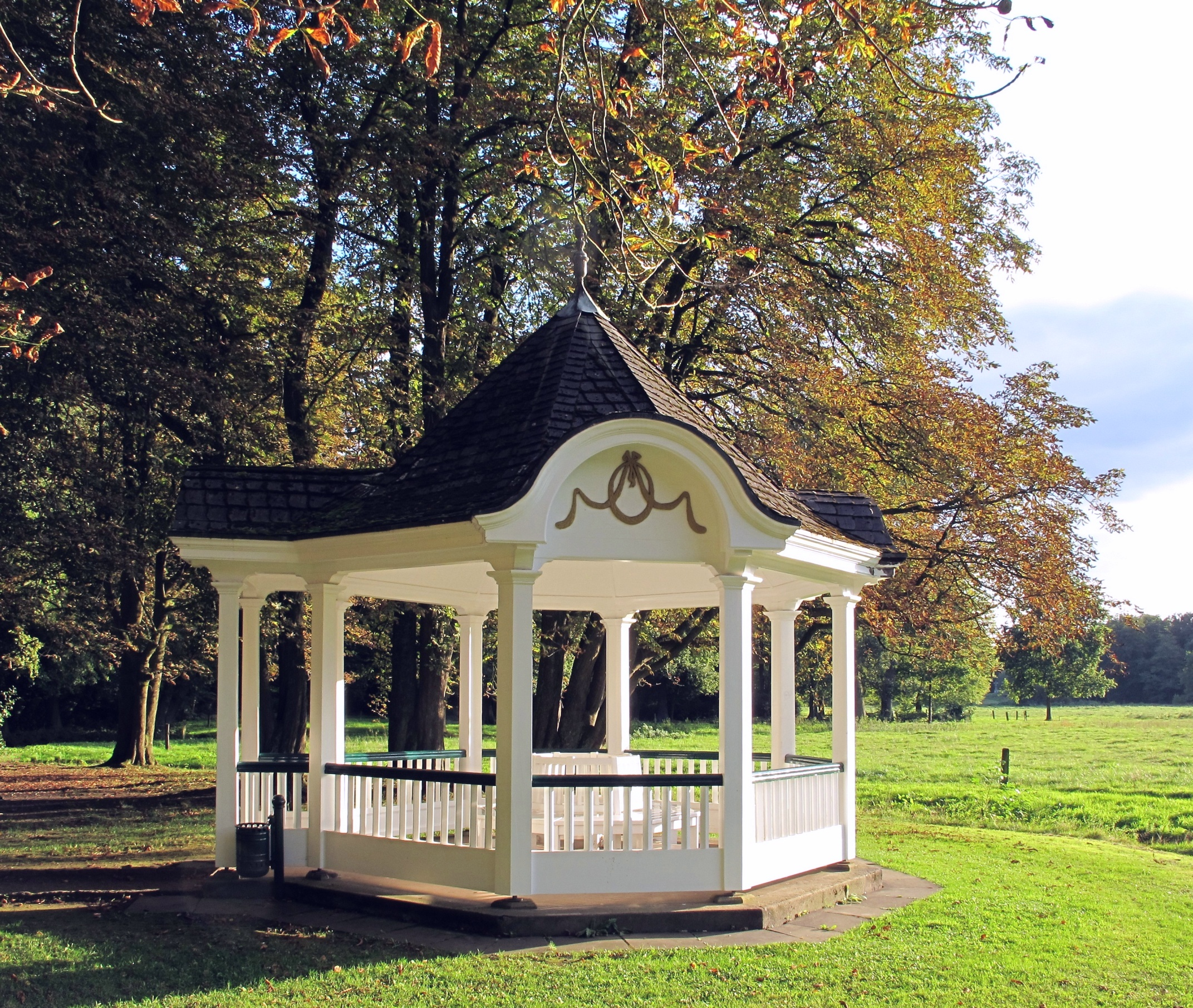
Gerdespavillon im Bürgerpark, 1903

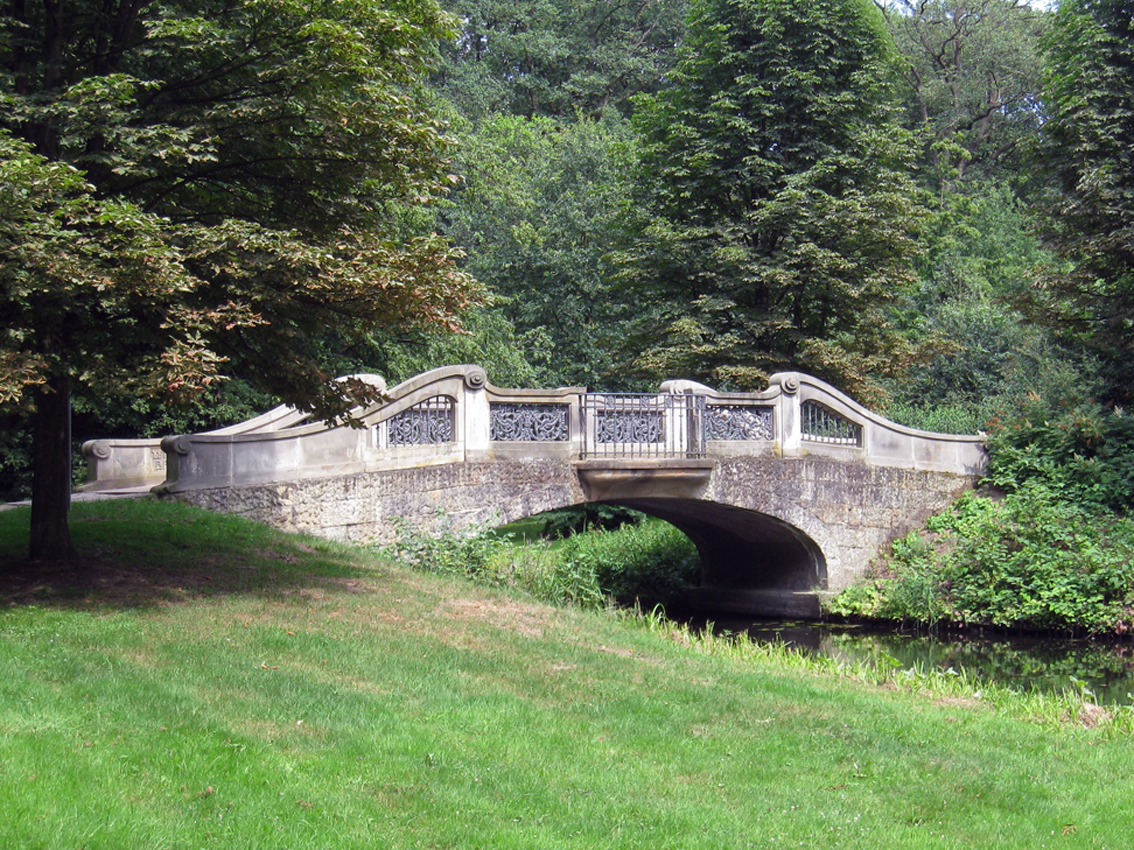
Wiegand-Brücke im Bürgerpark, 1905

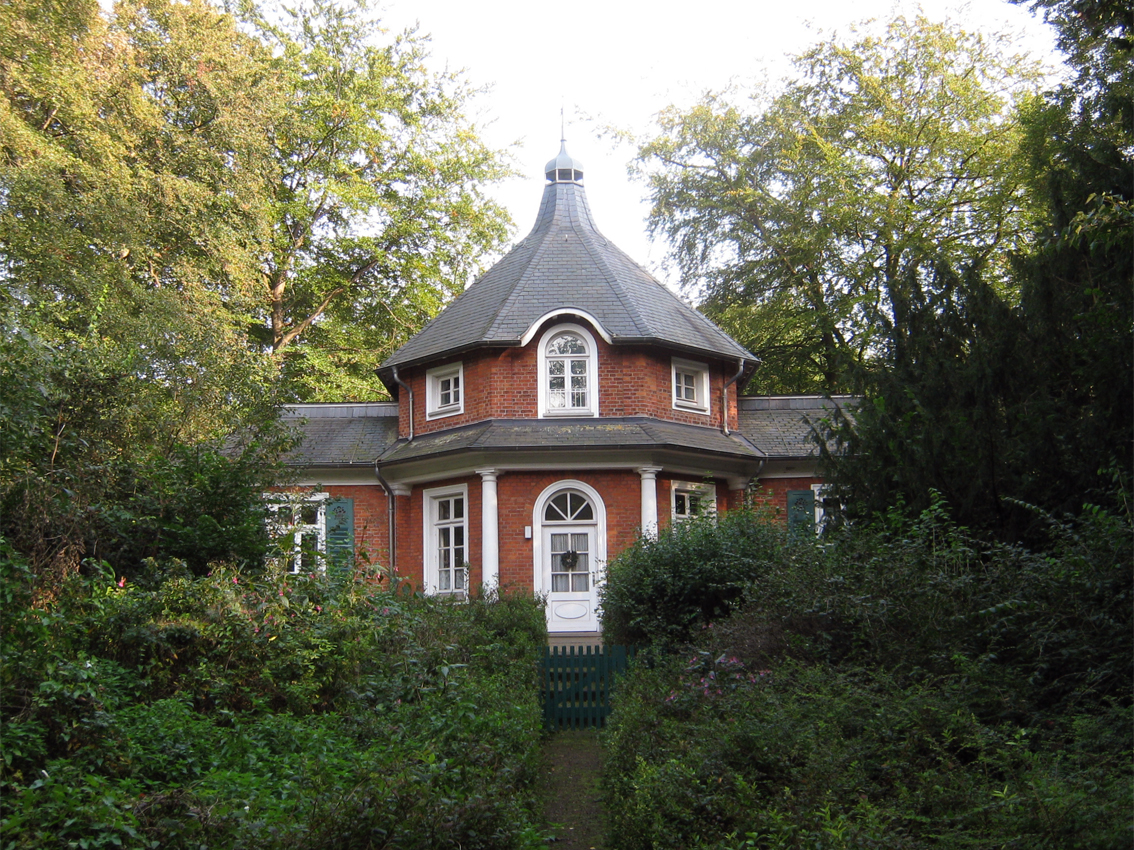
Stadtwaldaufseherhaus im Bürgerpark, 1907

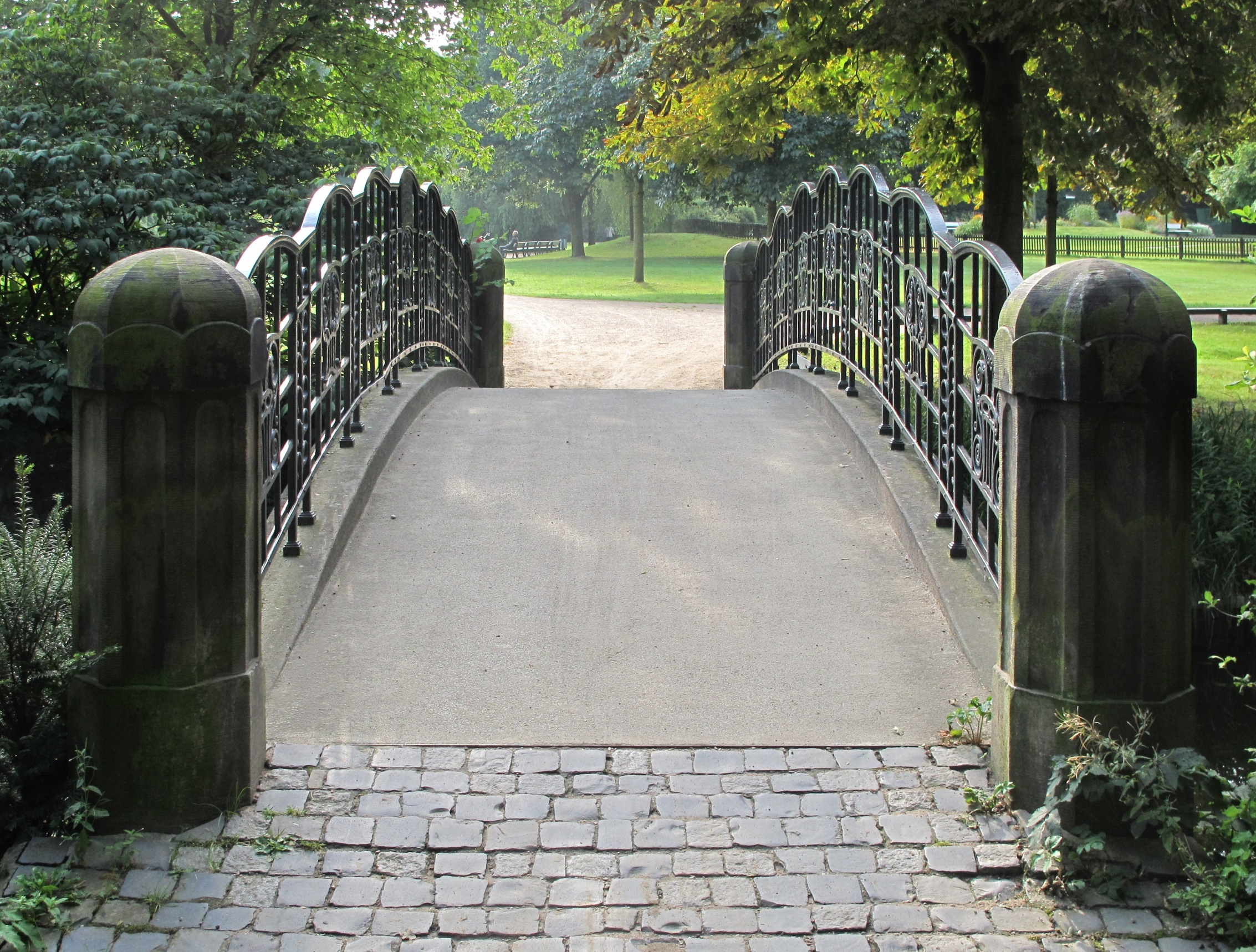
Aselmeyerbrücken im Bürgerpark, 1907

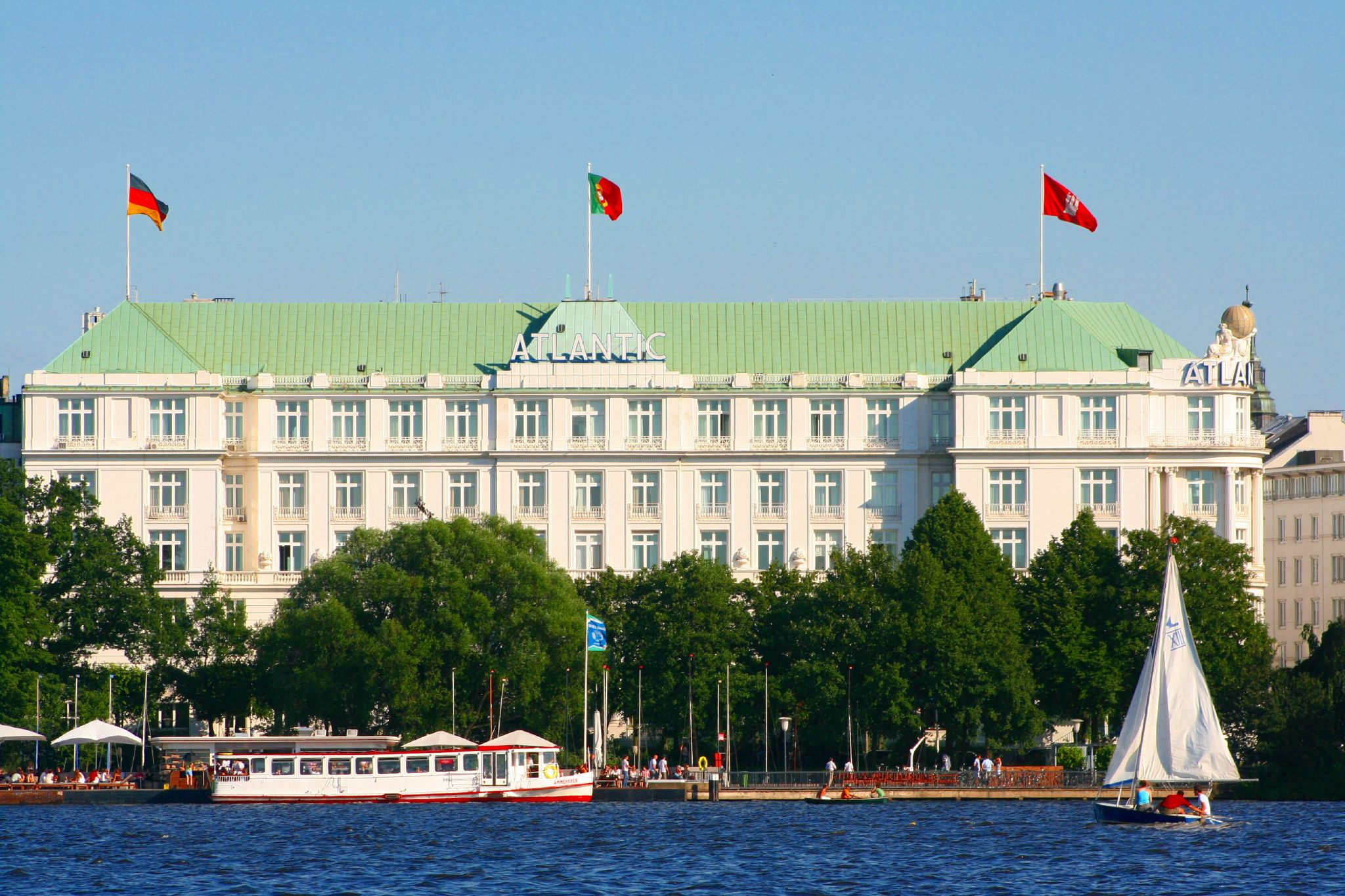
Hotel Atlantic Hamburg, 1907–1909

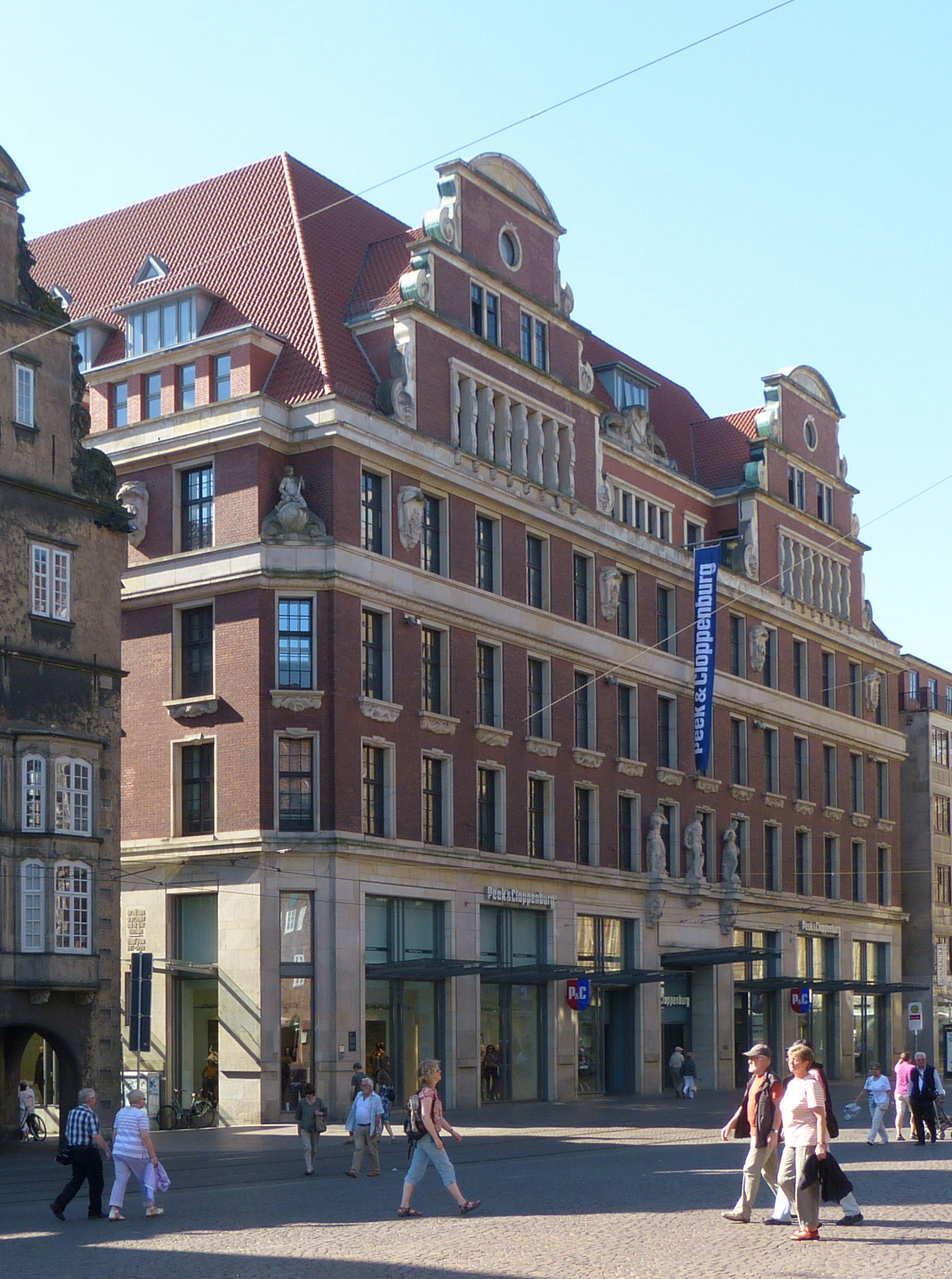
Ehemalige Schröder-Bank Bremen, 1917–1922

- 1897: Landhaus des Kaufmanns Hermann Kulenkampff, „Haus Bucheneck“, Lesmonastraße 80[2] ⊙
- 1897–1898: Katholische Marienkirche in Bremen-Walle, Steffensweg Ecke St.-Magnus-Straße, kriegszerstört, Neubau 1953–1954[3] ⊙
- 1898–1899: Landhaus Caspar Kulenkampff „Barg up“, Lesmonastraße (abgebrochen)[4] ⊙
- 1898–1899: Hofmeierhaus des Caspar Kulenkampff-Anwesens, Lesmonastraße 52[5] ⊙
- 1899: Wöchnerinnenasyl im Auftrag des Vereins zur Pflege armer Wöchnerinnen, Bremen, Am Schwarzen Meer[6] ⊙
- 1899: Wohnhaus des Kaufmann Wilhelm Heinrich Adalbert Voigt, Teilhaber der Firma W. B. Michaelsen & Co., Osterdeich 69[7] ⊙
- 1900: Wohn- und Geschäftshaus Dr. jur.  Emil von Pustau, Am Wall 163[8] ⊙
- 1900: Katholische Kirche St. Godehard, Bremen-Hemelingen, Godehardstraße 23/25 ⊙
- 1900: Villa des Kunstmalers Wilhelm Otto, Hollerallee 67 (Am Stern); Entwurf der Innenarchitektur nach Entwürfen von Richard Riemerschmid, Bruno Paul und Bernhard Pankok[9] 1901 ⊙
- 1900–1902: Villa Rechtsanwalt August Lürman, Hollerallee 71 (1935 abgebrochen)
- 1901: Kapelle des St.-Joseph-Stiftes, Schwachhauser Heerstraße 54
- 1901–1903 Haus Lassmann für den Kaufmann Gottlieb Lassmann jr., Schwachhauser Heerstraße 339, ⊙
- 1901–1902: Villa Johann Friedrich Hagemeyer, Schwachhauser Heerstraße 341
- 1901–1903: Villa Alfred Hoffmann, Hollerallee 79, (in den 1920er Jahren Wohnsitz des Bankiers Johann Friedrich Schröder – „Johann Fortune“ – heute Standesamt)[10] ⊙
- 1902–1903: Villa für den Holzkaufmann L. P. Overbeck, Parkallee 48 (Am Stern)[11][12] ⊙
- 1903–1904: Villa Fritz Pappier, Hollerallee 85 (1935 abgebrochen)
- 1903: Villa Korff, Parkallee 79/81 (Am Stern) ⊙
- 1903: Gerdespavillon auf der Meiereiwiese im Bremer Bürgerpark (Geschenk des Kaufmanns Skröder Gerdes aus Anlass seines 80. Geburtstages)[13] ⊙
- 1903: Haus Mindeströmmen für den Kaufmann Albert Kulenkampff, Lesmonastraße 70 (ehemals Lesmonastraße 64) ⊙
- 1904–1905: Innenarchitektur der Villa von Theodor Francksen; Speisesaal – „Weißer Salon“ – im Stil des Rokoko; Bibliothek und Arbeitszimmer im Jugendstil, heute Stadtmuseum Oldenburg, Am Stadtmuseum 4–8[14][15] ⊙
- 1905: Haus Schwalbenklippe für Emmy Kulenkampff, Admiral-Brommy-Weg 5 in Bremen-Lesum
- 1905: Bankhaus E.C. Weyhausen, Wachtstraße 15 (zerstört, ehemals direkt neben der Baumwollbörse) ⊙
- 1905: Wiegand-Brücke im Bremer Bürgerpark (Geschenk von Lloyd-Direktor Heinrich Wiegand)[16] ⊙
- 1905: Hofmeierhaus Lesmona in Bremen-Burglesum
- 1905–1906: Haus Emil Wätjen, Contrescarpe 46 (Abbruch um 1930)[17]
- 1907: Kaiserzimmer auf dem Schnelldampfer des Norddeutschen Lloyd Kronprinzessin Cecilie[18]
- 1907: Aufseherhaus im Stadtwald für den Bremer Bürgerparkverein[19] ⊙
- 1907: Aselmeyerbrücken im Bremer Bürgerpark, Kunstschmiedearbeiten Justus Leidenberg (Vermächtnis von Emma Aselmeyer)[20] ⊙
- 1907–1909: Grandhotel Atlantic, Hamburg, An der Alster 74[21][22][23][24] ⊙
- 1908 (vor): Innenarchitektur des Grandhotels Kaiserhof in Berlin[25] ⊙
- 1909–1910: Verbindungsbau zwischen zwei Stadtvillen für die Kunstausstellung der Sammlers Theodor Francksen, heute Stadtmuseum Oldenburg, Am Stadtmuseum 4–8
- 1911: Pfarrhaus St. Godehard, Bremen-Hemelingen, Godehardstraße 25 ⊙
- 1911–1913: Landhaus und Hofmeierhaus für den Petroleumkaufmann Henry Lamotte, Am Gütpohl 9/11 ⊙
- 1914: Wohnhaus Dr. jur. Wilh. Leymann, Marcusallee 35[26] ⊙
- 1914–1915: Villa Franz Albrecht Schütte, Marcusallee 9[27] ⊙
- 1917–1922: J. F. Schröder Bank (heute Kaufhaus Peek & Cloppenburg), Obernstraße 2/12[28][29] ⊙
- 1924: Wohnhaus des Verlegers Eduard Schünemann, Osterdeich 66 (stark verändert erhalten)
- 1925: Wohnhaus für den Bankier Albert Weyhausen, Teilhaber der Schröder-Bank, Schwachhauser Heerstraße 65a[30] ⊙
- 1927: Fließer Stieralphütte im Zanderstal an der Fließer Stieralpe in der Samnaungruppe (Tirol)[31][32] ⊙
- 1927: Erweiterungsbauten für das Krankenhaus St.-Joseph-Stift, Bremen, Schubertstraße[33] ⊙
- 1927–1929: Villa Pavenstedt, Schwachhauser Heerstraße 222[34][35] ⊙
- 1927–1930: Wohnhaus für den Fabrikanten Hermann Gustav Uhde, Marcusallee 39[36][37] ⊙

- Karte mit allen Koordinaten:
- OSM |
- WikiMap